# Onthophagus terminatus
Onthophagus terminatus é uma espécie de inseto do género Onthophagus, família Scarabaeidae, ordem Coleoptera.
Foi descrita cientificamente por Eschscholtz em 1822.